# André Dufraisse (cyclisme)
Pour les articles homonymes, voir André Dufraisse.
André Dufraisse est un coureur français de cyclo-cross, né le 30 juin 1926 à Razès (Haute-Vienne) et mort le 21 février 2021. Surnommé « Le virtuose des sous-bois » par les journalistes de l'époque, il a été quintuple champion du monde, de 1954 à 1958, et septuple champion de France, de 1955 à 1963.

## Biographie
André Dufraisse est né à Silord, hameau de la commune de Razès, dans les Monts d'Ambazac. Fils unique d'une paysanne et d'un maçon, il obtient le certificat d'études à l'âge de treize ans. En 1948, il s'inscrit à l'Union vélocipédique limousine (UVF) qui restera son seul club, pendant dix-huit ans.
2ème au championnat de France à Marsannay-la-Côte (près de Dijon) derrière Roger Rondeaux en 1951. Dès son retour, il se rend au cimetière de Cieux sur la tombe du regretté André Raynaud où il fit le serment de devenir un jour champion du monde comme son malheureux compatriote.
Lors des Championnats du monde de cyclo-cross, il obtient onze podiums entre 1951 et 1963, dont cinq victoires consécutives : 1954, 1955, 1956, 1957, 1958, sa dernière victoire étant remportée à Limoges, malgré une sciatique puis une concurrence rude avec Amerigo Severini, Rolf Wolfshohl ou Renato Longo.
Il gagne aussi sept championnats de France de la même discipline : en 1955, 1956, 1958, 1959, 1961, 1962 et 1963.
Ayant pris sa retraite sportive en 1966, André Dufraisse devient employé puis gérant d'une station-service à Limoges. En 1976, il devient tailleur de quartz, et enfin il tient un bar qui porte son nom.
André Dufraisse est médaillé or de la Médaille de la jeunesse, des sports et de l'engagement associatif, à Limoges où le comité était dirigé par Albert Chaminade, (1912-2009), longtemps président du comité et créateur,. Il est aussi Chevalier de la Légion d’Honneur et c’est son parrain, Raymond Poulidor, qui lui remit les insignes lors d’une cérémonie il avait 76 ans.
Le 19 novembre 2019, André Dufraisse assiste aux obsèques de Raymond Poulidor à Saint-Léonard-de-Noblat avec la présence des anciens vainqueurs du Tour de France Bernard Hinault, Bernard Thévenet et Lucien Aimar. Il meurt le 21 février 2021 à l'âge de 94 ans. Il est inhumé au cimetière de Razes.

## Distinctions
- Médaille de la jeunesse, des sports et de l'engagement associatif, or
- Chevalier de la Légion d'honneur (2002)[8]

## Palmarès en cyclo-cross
- 1951
  - Champion du Limousin
  - Prix de Mauriac

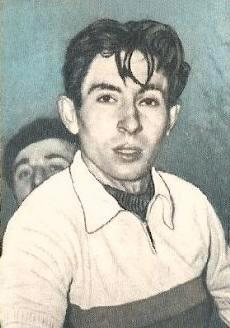
André Dufraisse au milieu des années 1950.

  -  2e du championnat du monde de cyclo-cross
  - 2e du championnat de France de cyclo-cross
- 1952
  - Champion du Limousin
  -  2e du championnat du monde de cyclo-cross
  - 3e du championnat de France de cyclo-cross
- 1953
  - Champion du Limousin
  -  3e du championnat du monde de cyclo-cross
- 1954
  -  Champion du monde de cyclo-cross
  - Champion du Limousin
  - 3e du championnat de France de cyclo-cross
- 1955
  -  Champion du monde de cyclo-cross
  -  Champion de France de cyclo-cross
  - Champion du Limousin
- 1956
  -  Champion du monde de cyclo-cross
  -  Champion de France de cyclo-cross
  - Champion du Limousin
  - Critérium Martini de cyclo-cross
  - Cyclo-cross de Nieul
  - Cyclo-cross du Mans
  - Cyclo-cross de Laurière
  - Cyclo-cross d'Uzerche
  - Cyclo-cross de Saint-Laurent-sur-Mer
  - Cyclo-cross de Josselin
  - Cyclo-cross d'Oloron
  - Cyclo-cross de Fursac
- 1957
  -  Champion du monde de cyclo-cross
  - Champion du Limousin
  - Critérium Martini de cyclo-cross
  - Cyclo-cross de Valençay
  - Cyclo-cross de Clermont-Ferrand
  - Cyclo-cross de Paris
  - Cyclo-cross de Versailles
  - Cyclo-cross de Vihiers
  - Cyclo-cross de Limoges
  - 3e du championnat de France de cyclo-cross
- 1958
  -  Champion du monde de cyclo-cross
  -  Champion de France de cyclo-cross
  - Champion du Limousin
- 1959
  -  Champion de France de cyclo-cross
  - Champion du Limousin
  - 4e du championnat du monde de cyclo-cross
- 1961
  -  Champion de France de cyclo-cross
  - Champion du Limousin
  -  3e du championnat du monde de cyclo-cross
- 1962
  -  Champion de France de cyclo-cross
  - Champion du Limousin
  -  3e du championnat du monde de cyclo-cross
- 1963
  -  Champion de France de cyclo-cross
  -  3e du championnat du monde de cyclo-cross

## Palmarès sur route

### Par année
- 1949
  - Champion du Limousin des sociétés
- 1953
  - Subida a Arantzazu

### Résultat sur le Tour de France
1 participation
- 1952 : abandon (3e étape)

## Distinction
En 2002, André Dufraisse fait partie des coureurs retenus dans le Hall of Fame de l'Union cycliste internationale.